# Ancien quartier juif de Montréal
L'Ancien quartier juif de Montréal se situe autour du boulevard Saint-Laurent, commençant dans ce qui est maintenant le quartier chinois et s'étendant aussi loin au nord que Mile End. Il croise ainsi plusieurs rues importantes de Montréal dont la rue Sainte-Catherine, la rue Sherbrooke et la rue Prince-Arthur. Cet espace de vie urbain accueille la plus grande concentration de Juifs au Canada au cours de la période des années 1880-1950.

## Avant la naissance du quartier

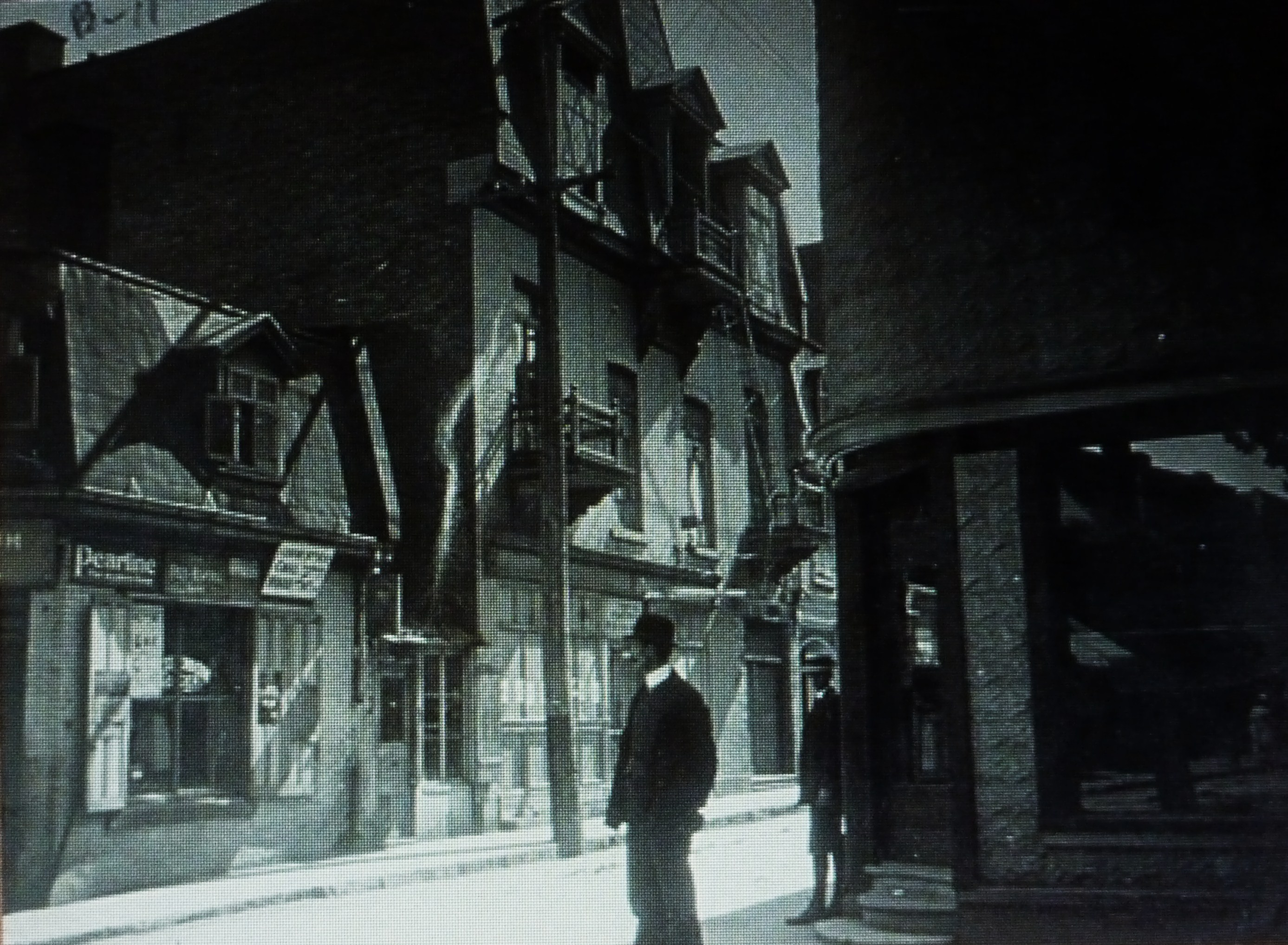
Les étoiles de David dans les fenêtres de l'étage sur la rue de La Gauchetière et rue Saint-Dominique, 1909.

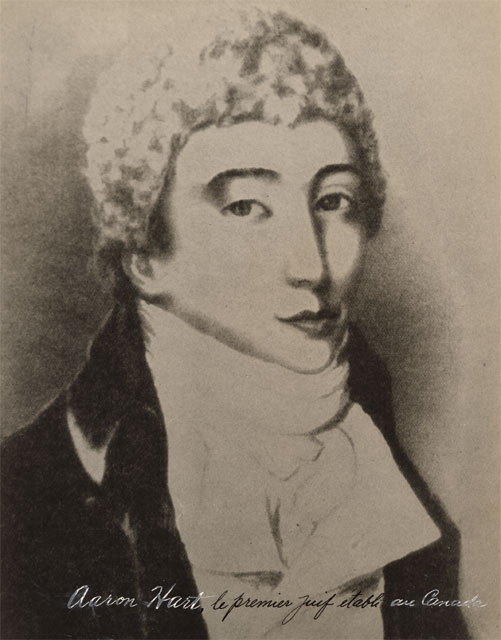
Aaron Hart

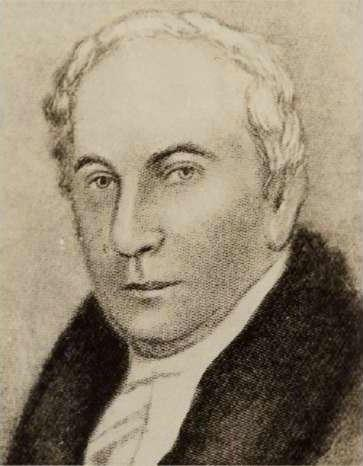
Ezekiel Hart

Quand l'armée britannique envahit Montréal en 1760, plusieurs de ses officiers sont Juifs : Aaron Hart, Hananiel Garcia, et Isaac Miramer. Le lieutenant Aaron Hart, après son service militaire s'installe au pays (à Montréal). Il devient un propriétaire terrien respecté. Ses quatre fils, Moses, Benjamin, Ezekiel et Alexander, contribuent à construire la toute première communauté juive à Montréal. Les premiers Juifs de Montréal exercent des métiers de commerçants, d'autres sont des militaires. Le plus gros de leurs activités se fait près du vieux port de Montréal. Alors que cette communauté juive ne compte que 100 personnes, se construit en 1768 la première synagogue canadienne, appelée Shearith Israël, de rite séfarade. Le 22 octobre 1776, David Lazarus est inhumé et le premier cimetière juif en Amérique du Nord s'ouvre, à l’angle des rues Saint-Janvier (aujourd’hui rue de La Gauchetière) et Saint-François-de-Sales (aujourd’hui rue Peel).
- 1841: 181 juifs montréalais[4]

Une seconde congrégation se forme à Montréal en 1846 sous le nom de Shaar Hashomayim et se base sur le rite ashkénaze.
- 1875: 500 juifs montréalais[4]
- 1881: 1 000 juifs montréalais[4].

Un des Juifs les plus célèbres de cette époque est Moses Judah Hayes (Hays) né à Montréal en 1789. Il conçoit et fait construire le premier aqueduc à Montréal en 1833. En reconnaissance des services qu’il rend à la municipalité de Montréal, il est nommé chef de la police municipale en 1845, poste qu’il occupe durant seize ans, jusqu’à sa mort en 1861.

## Naissance
À partir des années 1880, de très nombreux Juifs fuient les pogroms russes. Lors de cette importante immigration juive au Canada, l'ensemble des nouveaux arrivants s’établissent autour du boulevard Saint-Laurent, dans une portion de rues faisant actuellement partie du Quartier chinois de Montréal. C'est à ce moment que l'on peut parler d'un véritable quartier juif à Montréal.
Au recensement canadien de 1871, on indique qu'il y a 1 115 Juifs au Canada dont 409 Juifs (originaire essentiellement d’Europe de l’Est) vivant près de l'intersection des boulevards Saint-Laurent et Dorchester (aujourd'hui boulevard René-Lévesque).
- 1882: première synagogue réformiste Temple Emanu-El. Le Judaïsme réformiste à Montréal reste assez marginal à cette époque[4]. Un Talmud Torah (école juive) est en fonction, au coin des rues Saint-Urbain et de la Gauchetière.
- 1901: 7 600 juifs montréalais.

Les Juifs plus fortunés commencent à habiter vers le haut du boulevard Saint-Laurent, à la hauteur des rues Sherbrooke et Prince-Arthur, tandis que plus au nord, un petit nombre de Juifs vit près de l'Université McGill. Les principaux axes de cet ancien quartier juif sont le boulevard Saint-Laurent, la rue Clark, la rue Saint-Urbain, la rue Esplanade et l'avenue du Parc.
- 1911: 30 000 juifs montréalais
- 1914-1920 naissent plusieurs organisations Juives laïques[8] dont le Congrès Juif canadien.
- 1921: 45 792 juifs montréalais
- 1931: 60 000 juifs montréalais
- 1941: 63 898 juifs montréalais[9]

Cette population juive dans le quartier est loin d'être homogène. Il y a une petite-bourgeoisie de commerçants, quelques hommes d'affaires propriétaires d'atelier de confection de vêtement, et des travailleurs. Plusieurs courants religieux allant de la stricte Orthodoxie au Réformiste coexistent avec chacun ses synagogues. Les traditions héritées de pays d'origine aussi différents que la Russie, la Pologne et la Roumanie sont aussi un facteur de disputes entre juifs montréalais.

## Activité commerciale

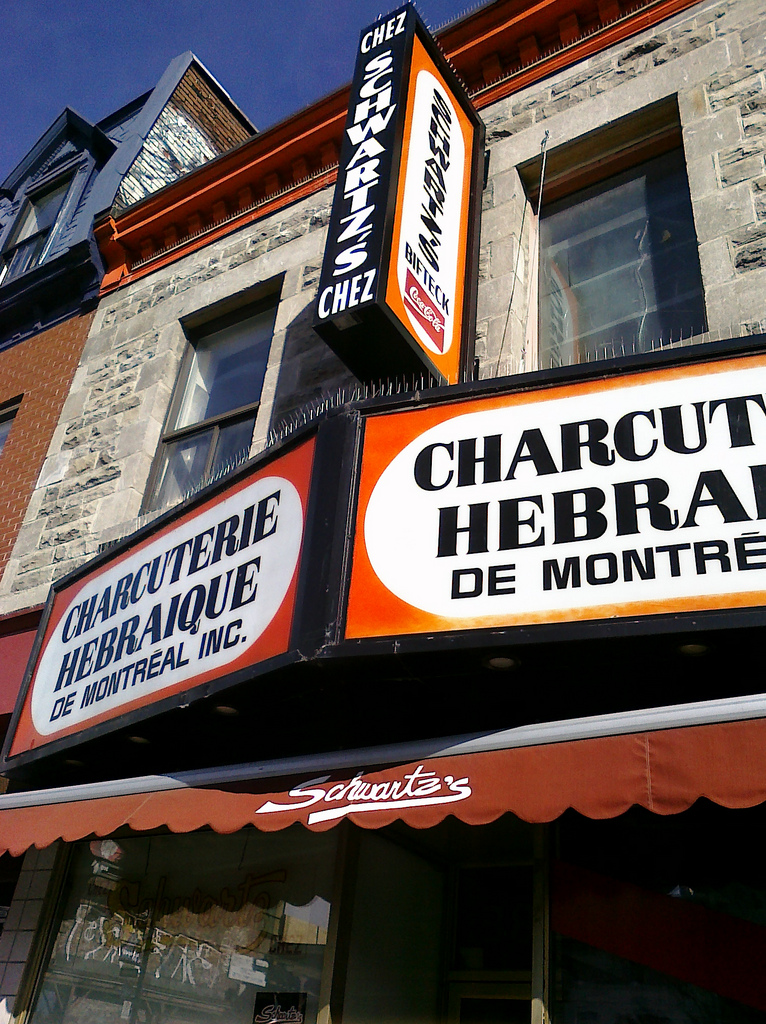
Schwartz's en 2010

La population juive du quartier se concentre principalement dans l'industrie du vêtement et le commerce de détail
La confection de vêtements est la principale activité commerciale du quartier. De nombreux immigrants juifs travaillent dans les usines de confection de vêtements. Le quartier est pendant près de soixante ans le centre de la confection de vêtements au Canada, ce dont témoignent aujourd’hui des édifices comme le Balfour au coin de la rue Prince-Arthur, le Cooper près de la rue Bagg et le Vineberg situé à l’angle de la rue Duluth et du boulevard Saint-Laurent.
Une grande diversité de magasins reflète les origines européennes de la population juive du quartier. Le premier épicerie de la famille juive-hongroise Steinberg est ouvert en 1917,. Le magasin d’alimentation Warshaw est ouvert en 1935 par Mr Florkivitch, un Juif polonais. Il a commencé son commerce comme simple vendeur ambulant de fruits et légumes dans le quartier. L'entreprise de monuments funéraires L. Berson & Fils ouvre en 1922 et le restaurant Schwartz's Delicatessen ouvre en 1929 (par les frères Maurice et Reuben Schwartz, Juifs roumains). Berson, qui a déménagé ses opérations en 2015, est démoli en 2020.
Le restaurant Beautys au coin de l'avenue du Mont-Royal et de la rue Saint-Urbain est fondé en 1942 par Hymie et Freda Sckolnick, résidents juifs locaux qui achètent et agrandissent un comptoir-lunch,.

## Vie culturelle

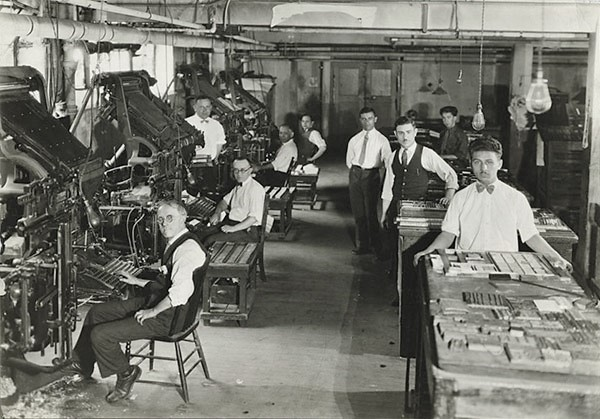
Les presses du Der Keneder Adler, vers 1920

Le yiddish est la langue commune dans le quartier. Beaucoup de résidents du quartier parlent à peine l'anglais et le français. De 1896 à 1940, un théâtre yiddish donne des spectacles de vaudeville le long du boulevard Saint-Laurent ainsi que des représentations à la salle du Monument-National. Ces évènements sont très populaires. Des films en yiddish ont été projetés à l'ancien Globe Cinema.
Il y a de nombreuses tentatives d'établir une bibliothèque juive à Montréal. Dès 1888, und petitd salle est montée par le groupe Amants de Sion mais ne dure pas longtemps. D'autres salles de lecture commencent au début des années 1900. En 1903, le groupe sioniste Dorshei Zion dirige un cercle de lecture, tandis que Hirsch Hershman installe un petit salon de lecture dans sa maison de la rue Hermine. Hershman dirige ensuite brièvement une bibliothèque-librairie au 1426-1428 boulevard Saint-Laurent, que sa femme tient le jour pendant qu'il travaille à l'usine. Poalei Zion, une association de travailleurs, ouvre aussi une bibliothèque rudimentaire en 1905.
Le quartier est aussi un lieu d'édition. En 1907, un jeune juif polonais immigré Hirsch Wolofsky fonde le quotidien yiddish Keneder Adler (traduire en français par: L'aigle canadien). Le journal s'imprime à partir d'un bureau sur le boulevard Saint-Laurent près de la rue Ontario. Cependant devant le grand succès du quotidien, Hirsch Wolofsky déménage au 4075 Saint-Laurent, près de la rue Duluth. Grâce à ce journal, les Juifs immigrants pouvaient se tenir informés de l'actualité. De plus, plusieurs poètes et écrivains tels que Jacob-Isaac Segal, Sholem Shtern, Ida Maze et Noah Gotlib écrivent dans les pages du Keneder Adler. Le quotidien yiddish est publié pendant plus de 50 ans. Wolofsky recueille aussi des fonds pour l'ouverture d'un petit Hôpital Juif. Aujourd'hui, le souvenir de Hirsch Wolofsky est perpétué avec un petit parc en son honneur à proximité des rues De Bullion et Roy.

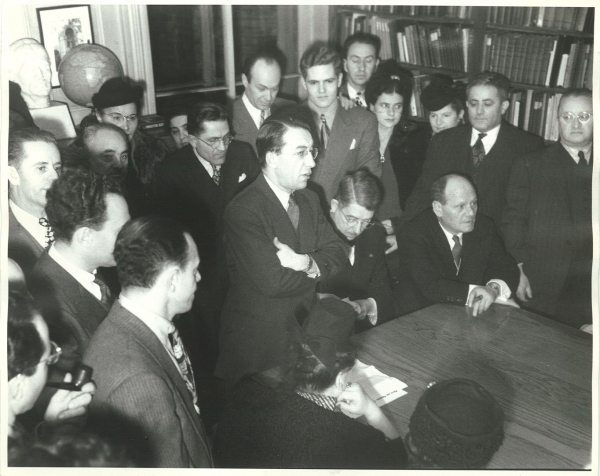
Le poète Abraham Moses Klein à la Bibliothèque publique juive en 1945

Parallèlement à son métier de journaliste, Wolofsky donne son aide pour fonder la première bibliothèque juive de Montréal. La bibliothèque publique juive est fondée dans le quartier en 1914 sous le nom de la Yidishe-folks-biblyotek. Ses trois premiers lieux sont tous dans ce quartier : sur la rue Saint-Urbain jusqu'à son déménagement à des locaux en face du parc Jeanne-Mance en 1929. Elle a encore déménagé en 1953, aux coins des avenues de l’Esplanade et du Mont-Royal en face du même parc. C'est la première fois que la communauté juive construit sa propre bibliothèque au lieu de louer un espace. Conçu par Harry Mayerovitch et Alan Bernstein, le bâtiment nécessite huit ans de travaux, de la première campagne de financement en 1945 à l'ouverture officielle en 1953. Véritable centre culturel, la bibliothèque comprend un auditorium, une galerie d'art, des salles de réunion, une salle de concert et un studio d'art. L'échelle de cet édifice public reflète l'importance et la vitalité de la communauté à cette époque. Finalement, la BPJ a déménagé à ses lieux actuels dans le quartier Snowdon en 1966,.
Dans le domaine des arts visuels, un groupe de peintres juifs désormais connu sous le nom des Peintres juifs de Montréal sont souvent situés dans le quartier, près du boulevard Saint-Laurent. Leurs œuvres reflètent la vie quotidienne dans le quartier ainsi que des thèmes sociaux plus larges.
Grandi à 5257, rue Saint-Urbain et diplômé de l'école secondaire Baron Byng, l'auteur Mordecai Richler écrit sur le quartier juif dans plusieurs de ses ouvrages, notamment L'Apprentissage de Duddy Kravitz, Le Monde de Barney (en), Joshua Then and Now (en) et St. Urbain's Horseman (en). Il recevait parfois des critiques de la communauté juive pour ses portraits francs de ses personnages et de la vie quotidienne. Richler est honoré de trois hommages dans ou à proximité du quartier : un gazébo sur le mont Royal face au parc Jeanne-Mance, la bibliothèque Mordecai-Richler sur l'avenue du Parc et une murale sur l'avenue Laurier près de Saint-Laurent.

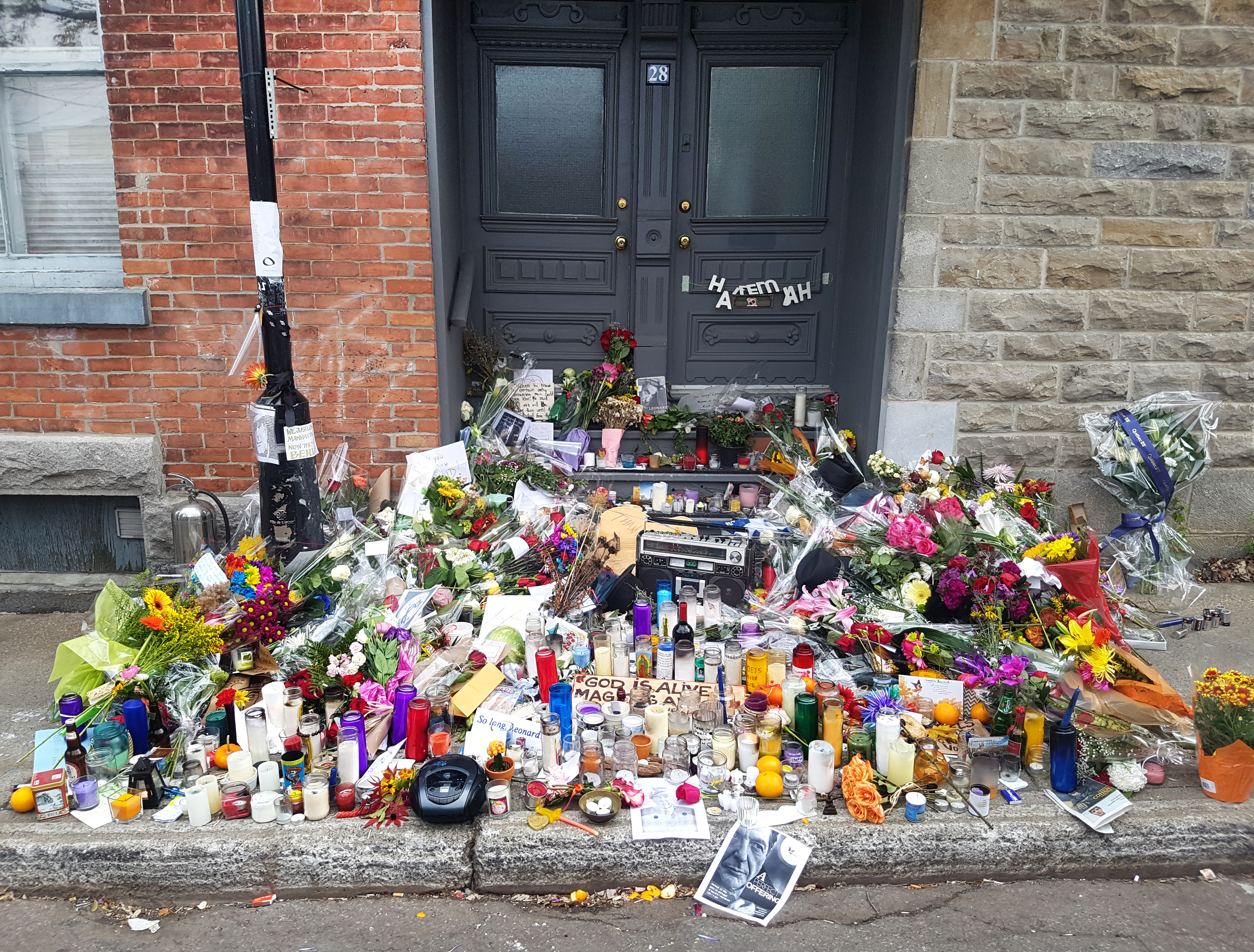
Mémorial devant la résidence Cohen, 28, rue de Vallières en 2016

Né à Westmount, Leonard Cohen déménage dans le quartier et possède un triplex au 28, rue de Vallières, juste à côté du boulevard Saint-Laurent. Il fréquente le parc du Portugal et est un habitué du Main Deli (en) et Moishes (en). Alors qu'il maintient des résidences ailleurs, Cohen revient souvent dans le quartier, vu dans un resto, devant sa résidence, ou se promener avec son carnet.
Quand il meurt en novembre 2016, la façade de son triplex devient un mémorial de fortune. Une murale de neuf étages de l'artiste Kevin Ledo représentant Cohen est peinte sur le côté de l'édifice Cooper au 3981, boulevard Saint-Laurent en 2017,.
Cinéaste, directeur de la photographie, philanthrope et entrepreneur Mel Hoppenheim est grandi sur la rue Saint Urbain.

## Vie religieuse

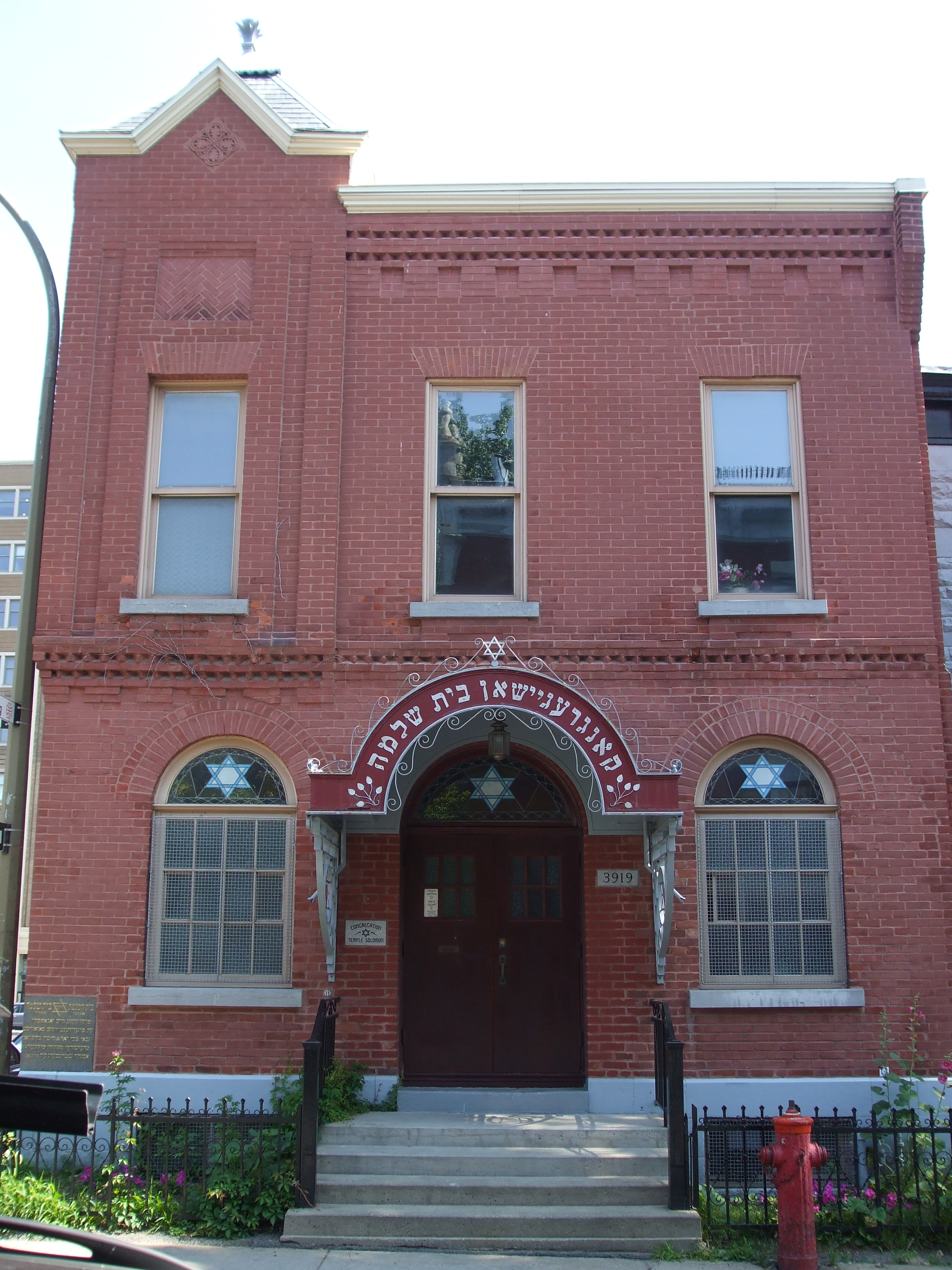
synagogue Beth Schloïme

Au début du XXe siècle, plus d’une dizaine de synagogues sont en fonction puis 28 dans les années 1920 et 1930. Ces synagogues ne ressemblent pas particulièrement à des édifices religieux officiels. Plusieurs congrégations juives se rassemblent dans des maisons privées qu’elles remanient selon leurs besoins.
La plupart de ces synagogues fermeront lors de l'exode des Juifs vers d'autres quartiers de Montréal. Une synagogue est transformée en salle de théâtre (le Théâtre de Quat'Sous sur l'avenue des Pins). La congrégation Shaar Hashomayim construit sa première synagogue sur la rue Saint-Constant (aujourd'hui rue De Bullion), avant de quitter le quartier en 1885. La B’nai Jacob, située plus nord au 172 avenue Fairmount Ouest, est achetée par le Collège français en avril 1964.
Au 3919 rue Clark, existe la dernière synagogue encore active dans le quartier, la synagogue Beth Schloïme. Son avenir jadis menacé est plus rassurant aujourd’hui puisque des rénovations importantes ont eu lieu au cours des dernières années. L'élément le plus exceptionnel de cette synagogue est son arche sainte importée de Belgique. L'arche contient les Sifrei Thora ou rouleaux de la Loi, élément central de la prière collective chez les Juifs.

## Vie politique

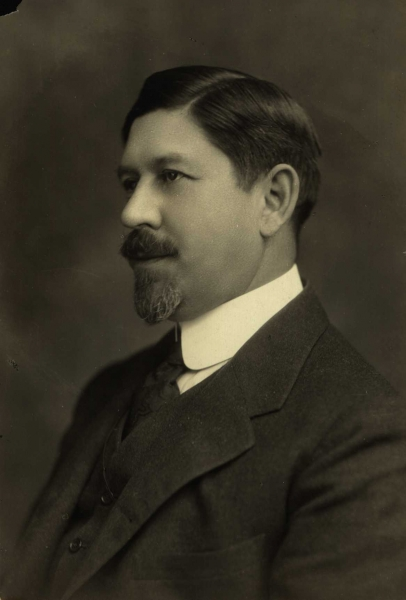
Samuel William Jacobs

### Fédéral
Pendant des années, le seul député juif de la Chambre des communes est Samuel William Jacobs, un avocat du quartier qui est également connu comme l'un des cofondateurs du journal le Jewish Times. Sa notoriété est telle qu'il a été appelé à agir comme conseiller lors de la grève des enfants de 1913 à l'école Aberdeen (voir ci-dessous), et plaidé avec succès l'affaire de diffamation antisémite Plamondon,.
L'ancien quartier juif a aussi comme représentant politique le député communiste Fred Rose. Il représente la circonscription jusqu'en 1947, année où il est expulsé de la Chambre des communes après une condamnation controversée pour espionnage pour le compte de l'Union soviétique. Jusqu'à ce jour, cette circonscription reste le seul comté électoral au Canada à avoir été représenté au Parlement fédéral canadien par un député communiste.

### Municipal

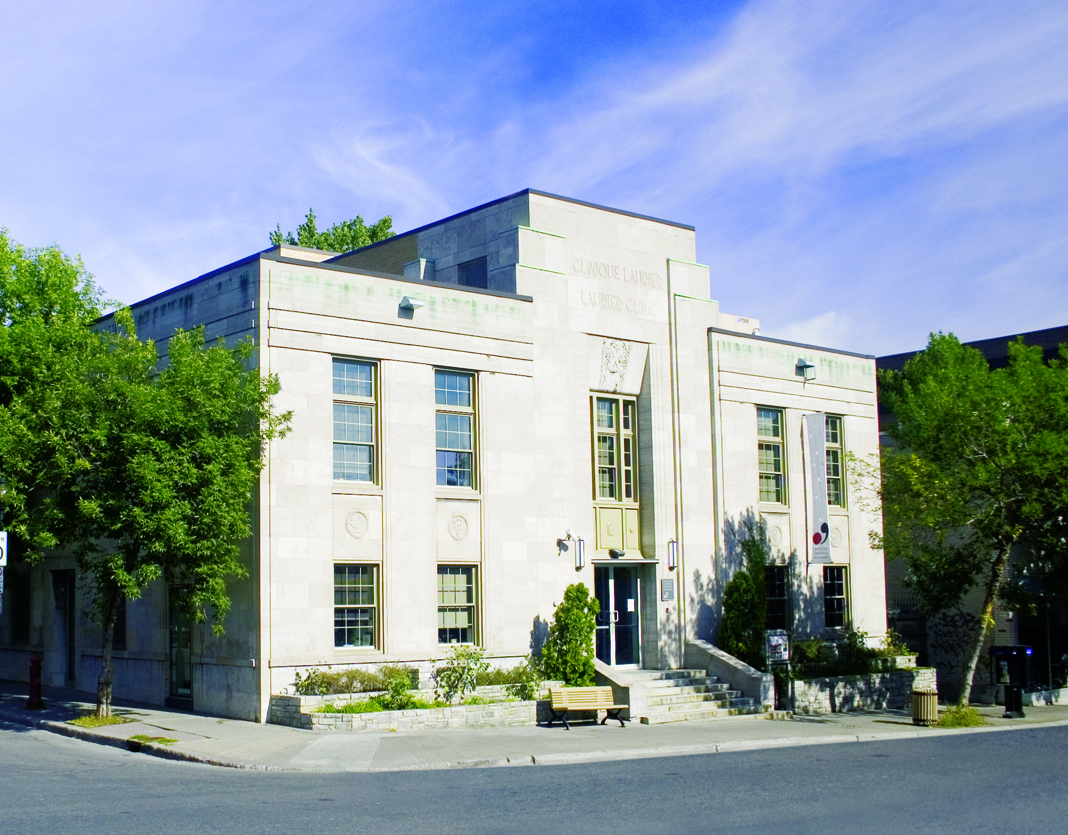
Ancienne clinique Laurier/Seigler

Le conseiller municipal du quartier est Joseph Schubert (en) (1889-1952), un Juif d'origine roumaine, qui est un socialiste. Élu en 1924, il est pendant 16 ans le défenseur le plus éminent des droits des travailleurs juifs au conseil municipal de Montréal. À cette époque, les logements dans le quartier possèdent généralement l'eau courante mais la plupart n'ont pas de baignoire, et encore moins l'eau chaude. C'est là le privilège d'un petit nombre de logements dans le quartier. En 1931, Joseph Schubert fait construire un bain public à l'angle des rues Bagg et Saint-Laurent. Ce bain public existe encore aujourd'hui sous le nom bain public Schubert.
Max Seigler est un échevin qui travaille pour obtenir une clinique médicale pour les habitants de la classe ouvrière de la région. Achevé en 1933, il est connu aujourd'hui comme la maison André-Bourbeau et abrite le Jeunesses Musicales Canada au 305, avenue du Mont-Royal. La clinique en porte deux noms lors de son inauguration, « Clinique Laurier » sur le fronton et « Clinique Seigler » sur des plaques à côté de la porte. Les milieux nationalistes canadiens-français mènent une campagne antisémite contre l’utilisation d’un nom juif sur un édifice public montréalais aux élections municipales de 1934 et les plaques furent dérobées pendant la nuit.

La fontaine dédiée à Rubenstein

Conseiller municipal du district de Saint-Louis, Louis Rubenstein est aussi un champion patinage artistique et très impliqué dans l'implantation de plusieurs associations sportives montréalaises, canadiennes et internationales. En 2014, il est inscrite par le gouvernement canadien sur la Liste des personnes d'importance historique nationale. Dans le Parc Jeanne-Mance, au coin de l'avenue Mont-Royal et de l'avenue du Parc, on y trouve une fontaine art-déco ayant une inscription apposée à son honneur.

### Grève étudiante

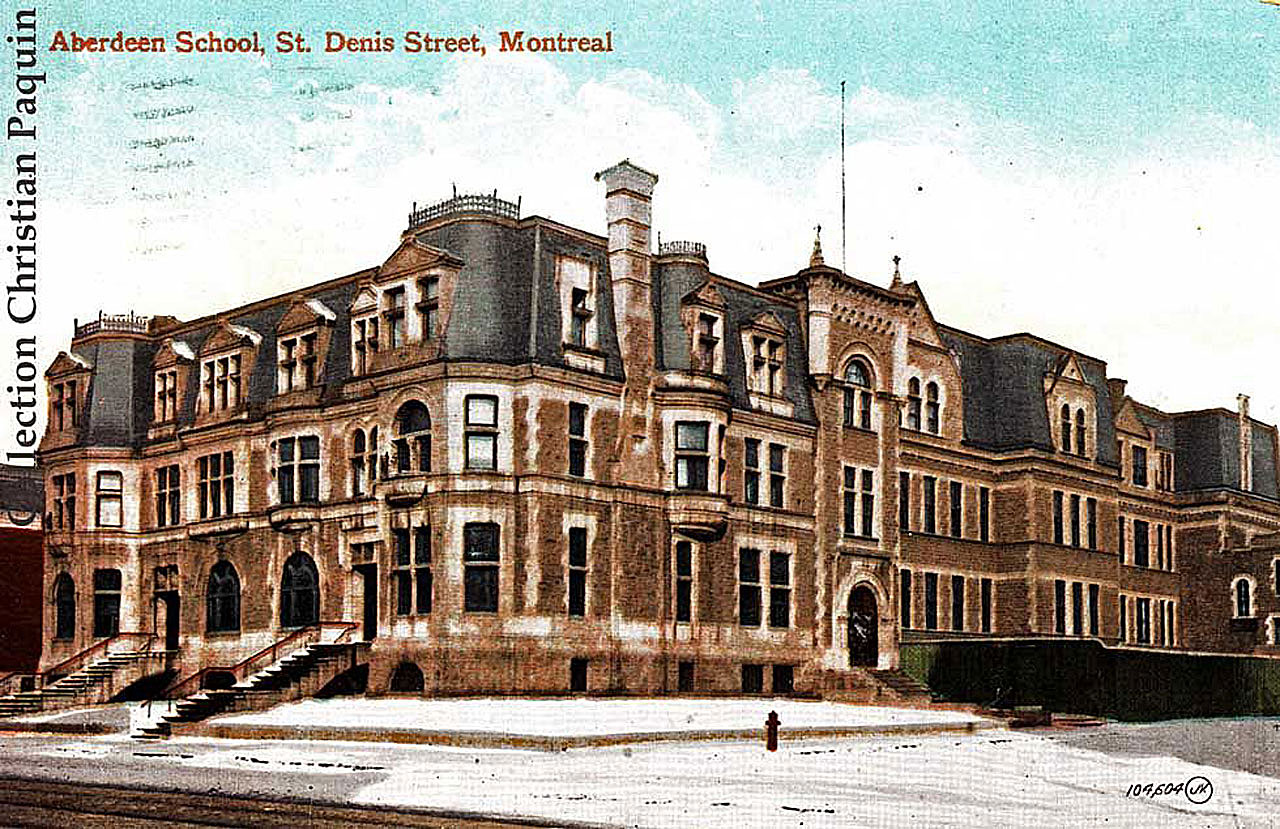
L'école Aberdeen, situé sur la rue Saint-Denis

Le 28 février 1913, environ 500 enfants juifs de l'école Aberdeen sortent de leurs salles de classe dans le cadre d'une grève étudiante, après qu'un enseignant de sixième année ait dit aux élèves que la «saleté» croissante de l'école Aberdeen coïncide avec un nombre croissant de Juifs. Cinq élèves de sa classe – Moses Margolis, Joe Orenstein, Frank Sherman, Harry Singer et Moses Skibelsky – se réunissent pour planifier une réponse,.
L'école d'Aberdeen compte une majorité d'élèves juifs mais fait partie du système scolaire protestant, car les Juifs ne peuvent pas fréquenter les écoles catholiques. Ces enfants issus de familles populaires ont de nombreux modèles d'action collective.
Après avoir demandé en vain des excuses à leur professeur, les garçons mènent leurs pairs dans une grève, installant leur quartier général au square Saint-Louis. Les étudiants font du piquetage devant l'école et marchent vers les bureaux du Keneder Adler pour donner une interview, et se rendent à l'Institut Baron de Hirsch à la recherche d'une représentation adulte. Le rabbin Herman Abramowitz de la congrégation Shaar Hashomayim et Samuel William Jacobs agissent en tant qu'envoyés pour les enfants, rencontrant le directeur de l'école, qui renvoie l'affaire aux commissaires d'école. L'enseignante, Mlle McKinley, affirme regretter d'avoir fait des commentaires «incompris par les enfants». Bien que cela n'ait pas été considéré comme une excuse suffisante, le comité de grève accepte de retourner à l'école, permettant à ses représentants adultes de négocier. L'enseignant est finalement transféré dans une autre classe et le conseil scolaire protestant embauche des enseignants juifs l'année suivante, une demande de longue date de la communauté juive que le conseil avait répugné à satisfaire. Il faudrait cependant des années pour qu'un plus grand nombre d'enseignants juifs soient embauchés,.
En 1934, encore à l’école Aberdeen, 27 élèves refusent d’effectuer les tâches scolaires, pour exiger du lait gratuit pour les enfants de parents sans-emploi.

## Déclin

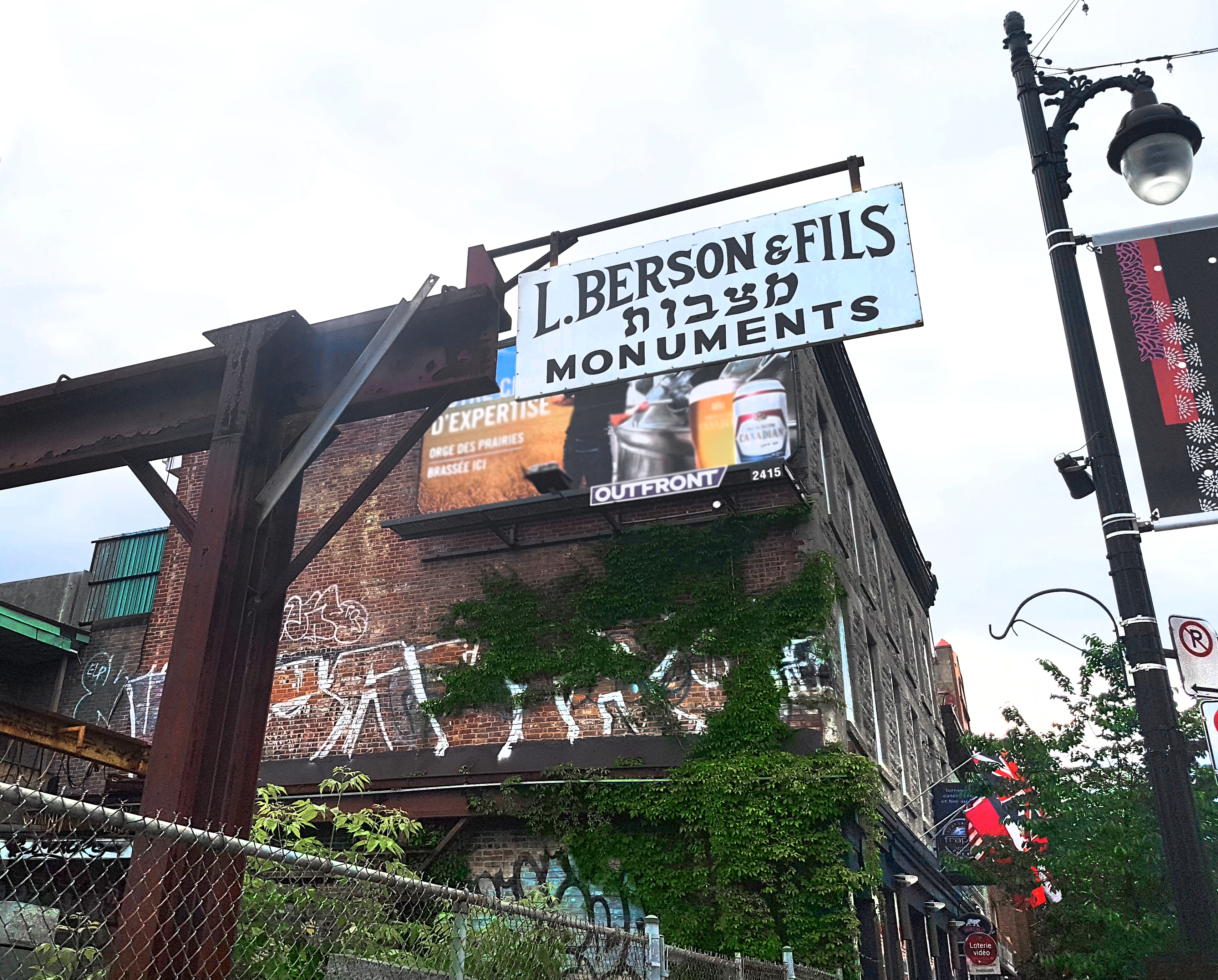
L'ancien site de L. Berson & Fils, 2016

Dans les années d'après-guerre (1946-1955), beaucoup de Juifs déménagent dans les quartiers Snowdon et Côte-des-Neiges de Montréal puis vers les municipalités de Côte-Saint-Luc et de Hampstead, et hors de l'île de Montréal à Chomedey, Laval.
À la suite de ce départ, la plupart des synagogues ferment. Il en est de même pour les épiceries juives et pour de nombreux commerces juifs du boulevard Saint-Laurent. Plus tard, dans les années 1950, plusieurs milliers de Juifs émigrent du Maghreb, en particulier des Juifs marocains. Ils s'établissent plutôt dans d’autres quartiers de Montréal. L'ensemble des manufactures de vêtements, tels que les bâtiments Cooper et Berman autour de la rue Duluth ferment. L'organisation progressiste des travailleurs Arbeiter Ring également à Snowdon, en 1966.
Ces bâtiments sont repris et rénovés (dans les années 1980) par des artistes et par des entreprises du multimédia. En 2003, moins de 10 commerces de ce secteur (entre la rue Sherbrooke et l'avenue Mont-Royal) appartiennent encore à des Juifs,.
En août 2020, le restaurant Moishes annonce qu'il quitte le boulevard Saint-Laurent, après plus de 80 ans dans le quartier.

## Patrimoine
En 2015, ATSA installe une série de panneaux détaillant l'histoire de la rue, y compris son rôle en tant que centre de la vie juive.
En juin 2020, le Musée du Montréal juif près de l’intersection de l’avenue Duluth est obligé de déménager. En août 2021, il trouve un nouvel espace plus au nord, à proximité du parc du Portugal.
Le 7 février 2022, le Musée de l'Holocauste Montréal, maintenant à Snowdon, annonce qu'il envisage de construire un nouveau site agrandi pour lui-même dans le quartier au 3535, boulevard Saint-Laurent,.